# Faznokontrastni mikroskop
Faznokontrastni (FK) mikroskop spada med svetlobne mikroskope in se ga uporablja predvsem za enostavno mikroskopiranje histoloških rezin, debelih od 5-20μm, ki jih narežemo z mikrotomom. Ker celica sestoji iz 70% vode, so celični organeli in strukture prozorni in slabo absorbirajo svetlobo. Za povečanje kontrasta uporabljamo faznokontrastni mikroskop. Prednost le-tega je predvsem v tem, da nam celičnih struktur ni treba obarvati.
Strukture se v celici razlikujejo le v optični gostoti in lomnem količniku. S faznokontrastnim mikroskopom se poveča fazni zamik valovnih dolžin svetlobnih žarkov, ki potujejo skozi različne celične strukture, kar omogoči boljši kontrast in možnost razlikovanja med strukturami. Naše oko ne zaznava faznih zamikov svetlobnega valovanja, temveč zaznava spremembe amplitud valovanja. Te amplitude se s seštevanjem faznih zamikov bistveno spremenijo, kar zaznavamo kot razliko v kontrastu. Optično gostejše strukture bomo tako videli temnejše od ostalih.

## Delovanje
Pri optični osi mikroskopa obstajajo direktni in uklonski žarki. Direktni žarki so žarki, ki potujejo skozi vodni medij, uklonski pa so tisti, ki prodrejo čez optično gostejši medij (to so lahko organeli in strukture). Uklonski žarki pri svetlobnem mikroskopu zaostajajo za direktnimi za λ/4. Mi bi pa radi še bolj povečan fazni zamik, ki bi omogočil večjo amplitudo svetlobnega valovanja, kar bi nam omogočilo boljši kontrast. V ta namen ima FK mikroskop dva dodatna dela:
- Kolobarjasta kondenzorjeva zaslonka
- Fazna ploščica (steklena ploščica, ki se nahaja med objektivom in okularjem in ima zbrušen kolobarjast utor)

Kolobarjasta kondenzorjeva zaslonka prepušča samo kolobar svetlobe, ki osvetljuje preparat. Fazna ploščica omogoča, da direktni žarki potujejo čez utor fazne ploščice, uklonski žarki, ki za direktnimi zaostajajo za λ/4, pa padejo na debelejši del fazne ploščice, kar še dodatno okrepi zamik med žarki in sicer za λ/4. Skupni fazni zamik je tako λ/2, pri katerem se amplitudi valovanja seštejeta ob interferenci v goriščni ravnini okularja in mi vidimo optično gostejše kompartmente celice bolj temne od ostalih.